# CoviVac
CoviVac és una vacuna contra la COVID-19 basada en virus inactivat desenvolupada pel Centre Chumakov, que és un institut de l'Acadèmia de Ciències de Rússia. Es va aprovar el seu ús a Rússia el febrer de 2021, sent la tercera vacuna contra la COVID-19 que es va aprovar a Rússia. Encara no ha passat per un assaig clínic de fase III a principis de març de 2021.

## Autoritzacions
Autorització plena
     Autorització d'emergència
     Permesa per viatges
Emergència (3)
1. Belarús[3]
2. Cambodja[4]
3. Rússia[5]

## Emmagatzematge
De 2 a 8 °C.

## Administració
En 2 dosis separades per 2 setmanes.